# 더듬이 은하
더듬이 은하(NGC 4038/NGC 4039, Antennae Galaxies)는 까마귀자리에 있는 상호작용은하이다. 윌리엄 허셜이 1785년 발견한 은하이다. 이 두 은하를 주축으로 하는 은하군은 더듬이 은하 은하군(NGC 4038 Group)으로 불린다.

## 표준 정보와 진화 과정

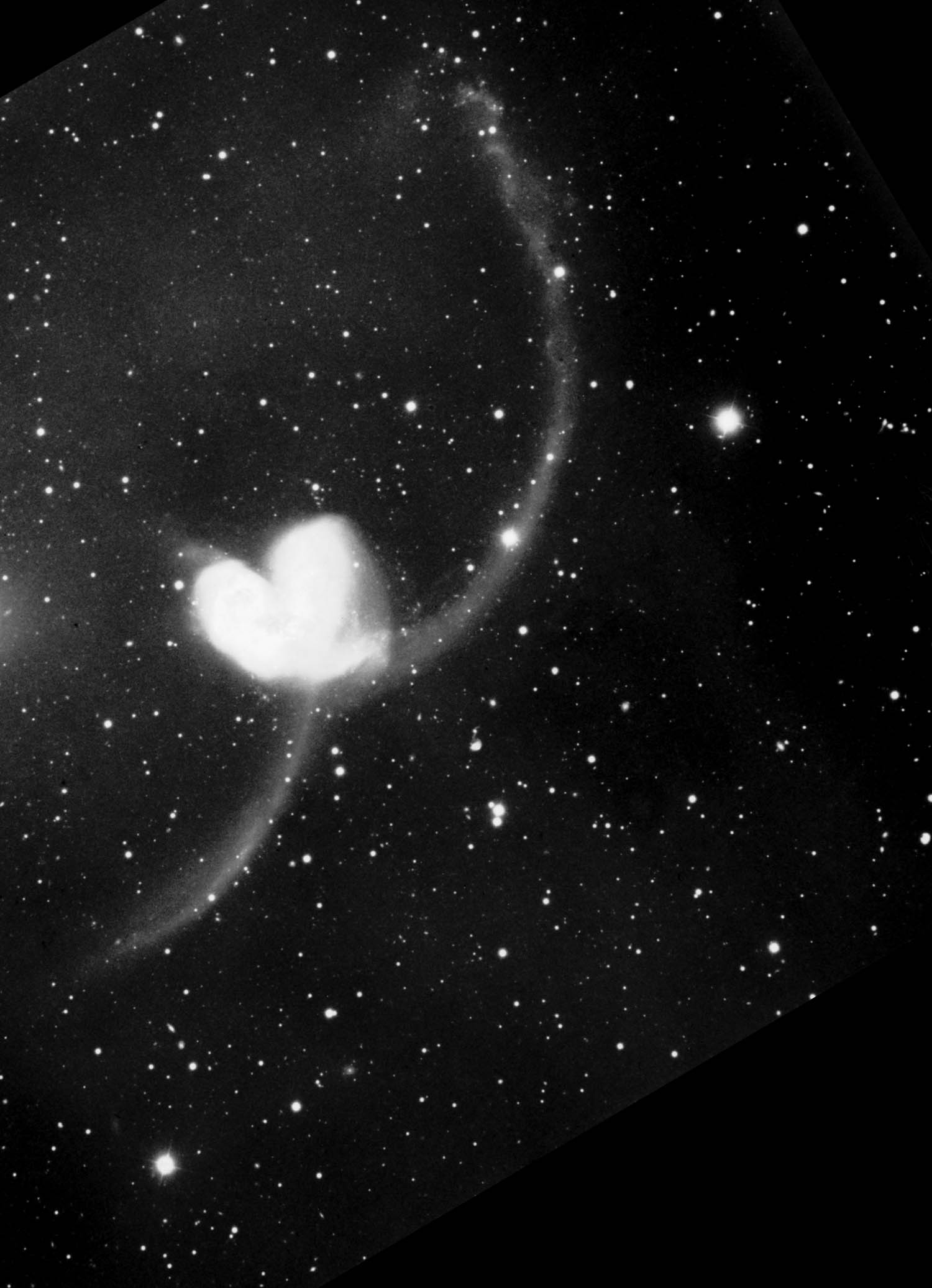
더듬이 은하.

더듬이 은하는 NGC 4038 은하군에 있는 5개의 은하와 예외인 은하이다. 두 개의 은하가 꼭 곤충의 더듬이(Antennae) 모양처럼 생겼다고 해서 '더듬이 은하'라고 이름이 붙었다. 그것은 두 은하의 끝에 있는 긴 것이 별과 가스 등으로 되어 있기 때문이다. 거리는 NGC 4038은 우리 은하에서 4,500만 광년, NGC 4039는 우리 은하에서 6,500만 광년 떨어져 있다.
약 12억 년 전, 더듬이 은하는 두 개의 독립된 은하였다. NGC 4038은 나선 은하였으며, NGC 4039는 막대 나선 은하였다. 오래전에 이 두 은하는 충돌하였으며, NGC 4039는 NGC 4038보다 큰 은하였다. 900만 년 전, 더듬이 은하는 한 개로 되었으며, 큰개자리에 있는 NGC 2207과 IC 2163과 같은 형태가 되었다. 600만 년 전, 더듬이 은하는 2억 9000만 광년 떨어져 있는 생쥐 은하와 비슷하게 보였다. 300만 년 전, 더듬이 은하에 있는 별들은 이 두 은하에 속하는 별이 되었다. 오늘날 이 은하의 형태가 곤충의 더듬이 같다고 하여 '더듬이 은하'라고 이름이 붙어졌다. 현재 더듬이 은하는 타원 은하의 형태로 되었다.

## 초신성
이 은하에서 두 개의 초신성이 발견되었다.

### NGC 4038의 초신성
- SN 1974E
- SN 2004gt
- SN 2007sr
- SN 2013dk

### NGC 4039의 초신성
- SN 1921A

## 같이 보기
- 소용돌이 은하
- 생쥐 은하